# Iris foetidissima
Iris foetidissima, biljka cvjetnica, zimzelena trajnica iz porodice perunikovki. Izvorni areal ove vrste su Azori, zapadna Europa do zapadnog i središnjeg Sredozemlja, odnosno od Velike Britanije na jug preko zapadne Europe do Maroka, Alžira i Tunisa. To je rizomatski geofit i prvenstveno raste u umjerenom biomu.
Raste do 1 m (3ft 3in). Nije osjetljiva na mraz. Cvate od svibnja do srpnja, a sjeme dozrijeva od listopada do veljače. Vrsta je hermafrodit (ima i muške i ženske organe) i oprašuju je pčele. Biljka je samooplodna.
Voli otvorene šume, živice i sjenovita mjesta, obično na vapnenačkim tlima. Odgovaraju joj: laka (pješčana), srednja (ilovasta) i teška (glinasta) tla i preferira dobro drenirano tlo. Prikladan pH: blago kisela, neutralna i bazična (blago alkalna) tla i može rasti na vrlo alkalnim tlima.
Može rasti u punoj sjeni (duboka šuma), polusjeni (svijetla šuma) ili bez sjene. Preferira suho vlažno ili mokro tlo i podnosi sušu. Biljka može tolerirati izloženost moru, pa se često nalazi i na morskim hridima.
Korijenje ove biljke je otrovno za sisavce koji pasu. Biljke mogu izazvati iritacije kože i alergije kod nekih ljudi.
- I. foetidissima
- I. foetidissima
- I. foetidissima
- I. foetidissima, plod